# Diocesi di Miarinarivo
La diocesi di Miarinarivo (in latino Dioecesis Miarinarivensis) è una sede della Chiesa cattolica in Madagascar suffraganea dell'arcidiocesi di Antananarivo. Nel 2021 contava 308.825 battezzati su 738.620 abitanti. È retta dal vescovo Jean Claude Rakotoarisoa.

## Territorio
La diocesi si trova nella parte centrale del Madagascar.
Sede vescovile è la città di Miarinarivo, dove sorge la cattedrale di Cristo Re (Kristy Mpanjaka).
Il territorio è suddiviso in 19 parrocchie.

## Storia
La missione sui iuris di Miarinarivo fu eretta il 13 dicembre 1933.
Il 15 marzo 1939 cedette una porzione del suo territorio alla prefettura apostolica di Morondava (oggi diocesi).
Il 25 maggio 1939 la missione sui iuris fu elevata a vicariato apostolico con la bolla Quum uti accepimus di papa Pio XII. Contestualmente si ampliò con porzioni di territorio già appartenuti ai vicariati apostolici di Tananarive (oggi arcidiocesi di Antananarivo) e di Majunga (oggi diocesi di Mahajanga).
Il 13 gennaio 1949 cedette una porzione del suo territorio a vantaggio dell'erezione della prefettura apostolica di Tsiroanomandidy (oggi diocesi).
Il 14 settembre 1955 il vicariato apostolico è stato elevato a diocesi con la bolla Dum tantis dello stesso papa Pio XII.

## Cronotassi dei vescovi
Si omettono i periodi di sede vacante non superiori ai 2 anni o non storicamente accertati.
- Ignazio Ramarosandratana † (25 maggio 1939 - 1º settembre 1957 deceduto)
- Edouard Ranaivo † (24 giugno 1958 - 30 aprile 1959 deceduto)
- François Xavier Rajaonarivo † (5 aprile 1960 - 15 novembre 1985 deceduto)
- Armand Toasy (3 luglio 1987 - 18 ottobre 1993 nominato vescovo di Port-Bergé)
  - Sede vacante (1993-1998)
- Raymond Razakarinvonyn (14 febbraio 1998 - 15 febbraio 2007 ritirato)
- Jean Claude Randrianarisoa (15 febbraio 2007 - 12 giugno 2023 dimesso)[2]
- Jean Claude Rakotoarisoa, dal 9 marzo 2024

## Statistiche
La diocesi nel 2021 su una popolazione di 738.620 persone contava 308.825 battezzati, corrispondenti al 41,8% del totale.
| anno | popolazione | popolazione | popolazione | presbiteri | presbiteri | presbiteri | presbiteri                | diaconi | religiosi | religiosi | parrocchie |
| anno | battezzati  | totale      | %           | numero     | secolari   | regolari   | battezzati per presbitero | diaconi | uomini    | donne     | parrocchie |
| ---- | ----------- | ----------- | ----------- | ---------- | ---------- | ---------- | ------------------------- | ------- | --------- | --------- | ---------- |
| 1949 | 34.019      | 69.437      | 49,0        | 14         | 12         | 2          | 2.429                     |         | 7         | 8         | 2          |
| 1969 | 60.315      | 164.373     | 36,7        | 22         | 21         | 1          | 2.741                     |         | 15        | 33        | 1          |
| 1978 | 80.164      | 198.866     | 40,3        | 15         | 12         | 3          | 5.344                     |         | 4         | 17        | 1          |
| 1990 | 109.316     | 188.000     | 58,1        | 19         | 13         | 6          | 5.753                     |         | 8         | 64        | 2          |
| 1999 | 189.182     | 387.217     | 48,9        | 29         | 22         | 7          | 6.523                     |         | 14        | 46        | 14         |
| 2000 | 195.636     | 418.342     | 46,8        | 36         | 26         | 10         | 5.434                     |         | 17        | 59        | 14         |
| 2001 | 187.735     | 374.648     | 50,1        | 31         | 24         | 7          | 6.055                     |         | 10        | 35        | 17         |
| 2002 | 184.381     | 381.000     | 48,4        | 33         | 26         | 7          | 5.587                     |         | 9         | 42        | 17         |
| 2003 | 204.087     | 373.463     | 54,6        | 36         | 28         | 8          | 5.669                     |         | 9         | 60        | 16         |
| 2004 | 192.035     | 396.774     | 48,4        | 36         | 29         | 7          | 5.334                     |         | 7         | 60        | 16         |
| 2013 | 323.000     | 497.000     | 65,0        | 44         | 36         | 8          | 7.340                     |         | 13        | 110       | 16         |
| 2016 | 300.282     | 526.070     | 57,1        | 53         | 44         | 9          | 5.665                     |         | 13        | 106       | 17         |
| 2019 | 291.950     | 699.970     | 41,7        | 52         | 42         | 10         | 5.614                     |         | 11        | 105       | 19         |
| 2021 | 308.825     | 738.620     | 41,8        | 62         | 53         | 9          | 4.981                     |         | 10        | 117       | 19         |